# Арбитман, Эмилий Николаевич
Эмилий Николаевич Арбитман (1930—2002) — советский и российский историк искусства, художественный критик и организатор музейной науки Саратова.

## Биография
Родился в селе Гранов Гайсинского района Виницкой области УССР. Среднюю школу окончил в Гайсине. По окончании Харьковского юридического института по обстоятельствам эпохи был вынужден работать учителем истории в сельской школе на Украине, по семейным обстоятельствам переехал летом 1956 года в Саратов. Учился заочно на историческом факультете Саратовского университета. Защитил дипломное сочинение «Художники ГДР» (1960).
Работал в Саратовском государственном художественном музее имени А. Н. Радищева, научным сотрудником (с 1956), заместителем директора по научной работе (1964—1980). Преподавал историю изобразительного искусства на историческом факультете СГУ и в Саратовской консерватории. Кандидат искусствоведения, член Союза художников России, член АИС. Круг научных интересов Русское искусств XIX и XX веков. Искусство Саратова XX века, отечественное и зарубежное искусство тоталитарной эпохи, теоретические проблемы искусства.
В 1967 году был награждён медалью за трудовое отличие.
Сын — Роман Эмильевич Арбитман, писатель, литературный критик.